# (5084) Gnedin
(5084) Gnedin es un asteroide perteneciente al cinturón de asteroides, descubierto el 26 de marzo de 1977 por Nikolái Stepánovich Chernyj desde el Observatorio Astrofísico de Crimea (República de Crimea).

## Designación y nombre
Designado provisionalmente como 1977 FN1. Fue nombrado Gnedin en honor al astrofísico soviético ruso Yurij Nikolaevich Gnedin que fue subdirector del Observatorio de Púlkovo y profesor de la Universidad Estatal de San Petersburgo.

## Características orbitales
Gnedin está situado a una distancia media del Sol de 3,147 ua, pudiendo alejarse hasta 3,470 ua y acercarse hasta 2,824 ua. Su excentricidad es 0,102 y la inclinación orbital 7,435 grados. Emplea 2039,77 días en completar una órbita alrededor del Sol.

## Características físicas
La magnitud absoluta de Gnedin es 12,3. Tiene 17,822 km de diámetro y su albedo se estima en 0,087.